# 켈미 CF
켈미 CF(스페인어: Kelme Club de Fútbol)는 스페인 발렌시아주 알리칸테도을 연고로 하는 축구단이다. 운동복 회사 켈미에서 이름을 따왔으며, 유소년 육성을 목표로 하는 구단이다. 성인 팀은 없으며, 라리가의 비야레알 CF과 계약을 맺은 상태이다.